# 仏果山

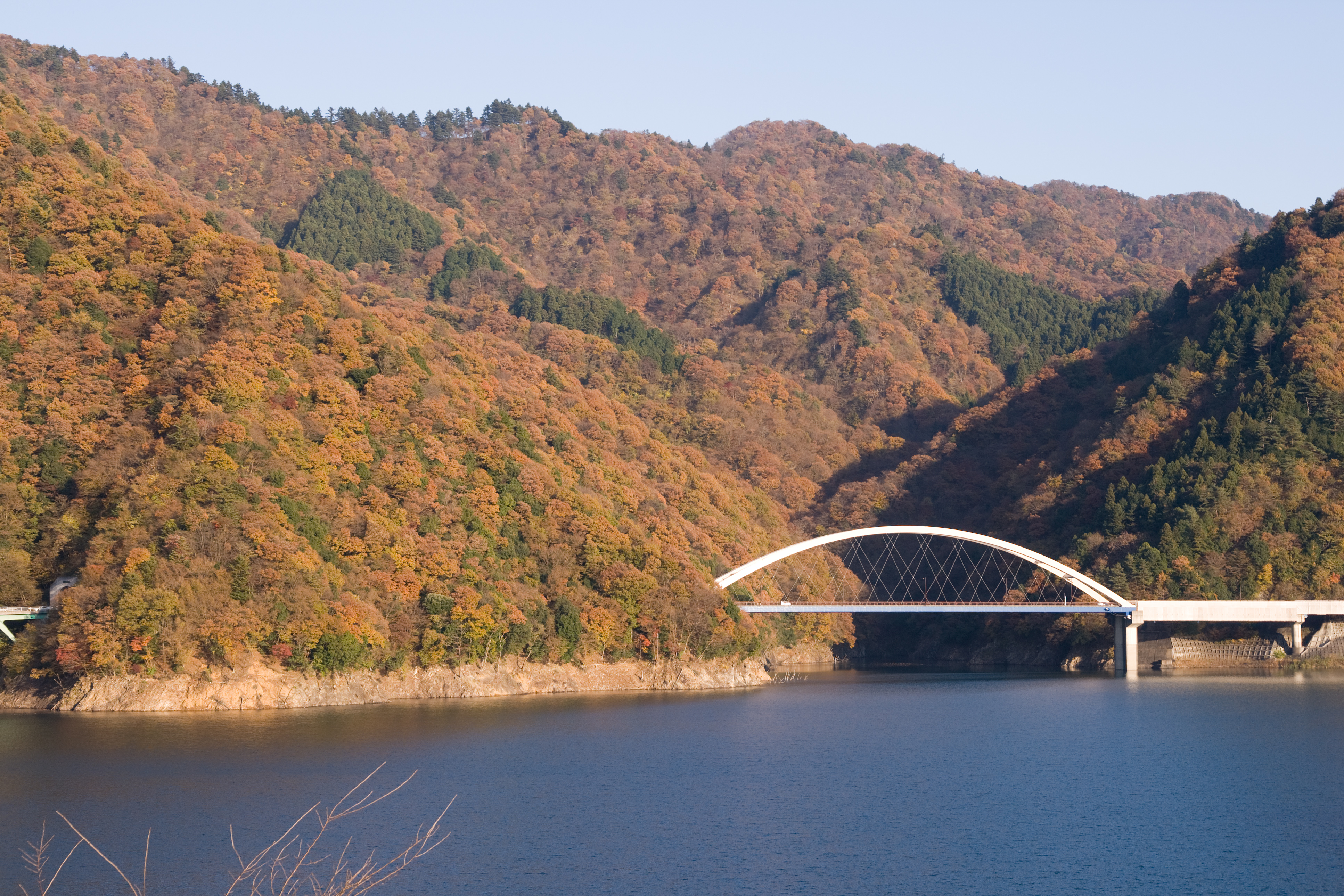
宮ヶ瀬湖と紅葉の仏果山。右は大棚沢橋

仏果山（ぶっかさん）は、丹沢山地の東部に位置する標高747 mの山。神奈川県愛甲郡愛川町と愛甲郡清川村の境界線上にあり、清川村側は神奈川県立丹沢大山自然公園に指定されている。郷土富士のひとつで、半原富士（はんばらふじ）ともいう。
周辺には高取山 (706 m) や経ヶ岳 (633 m) などの山が位置し、西麓には宮ヶ瀬湖、南麓には宮ヶ瀬ダムがある。
標高が低く、登山道がよく整備されていて家族連れなどでも登りやすい山で、1 - 2時間ほどで登頂でき、高取山や宮ヶ瀬ダムにかけてのハイキングコースとなっている。また頂上には高さ13 mの展望台が設置してあり、東丹沢と関東平野が一望できる。

## 山名の由来
室町時代のはじめ、清川村煤ヶ谷にある正住寺を開いた仏果禅師がこの山で座禅修業をしたことが由来とされている。仏果禅師が座禅をしたといわれる座禅石は、かつて仏果山の南東麓にあったが、その周辺が採石場となったため、2001年に土山峠近くに移された。

## 主な登山ルート
太字は登山口
- 「仏果山登山口」バス停（大棚沢広場） - 宮ヶ瀬越 - 仏果山（最短ルート）
- 宮ヶ瀬ダム駐車場 - 高取山 - 宮ヶ瀬越 - 仏果山
- 土山峠 - 革籠石山 - 仏果山
- 半原越 - 革籠石山 - 仏果山
- 神奈川県道514号宮ヶ瀬愛川線「宮沢大橋」付近 - 仏果山
- 愛川ふれあいの村 -「尾根」 - 仏果山

## 登山口へのアクセス
- 宮ヶ瀬側：本厚木駅より「宮ヶ瀬」行のバスで「仏果山登山口」下車。
- 半原側：本厚木駅より「厚01」系統「半原」行バスで「愛川ふれあいの村、野外センター前」下車。または「厚02」系統「半原」行で「撚糸組合前」下車。もしくは橋本駅・相模原駅・淵野辺駅・上溝駅より「田名バスターミナル」行に乗車、終点にて「半原」行に乗り換え「撚糸組合前」下車。

車の場合、東名高速道路厚木ICより国道129号・神奈川県道64号伊勢原津久井線を経由し、「仏果山登山口」バス停付近にある大棚沢広場駐車場に駐車。平日に限り宮ヶ瀬ダムの駐車場にも駐車できる。

## 画像

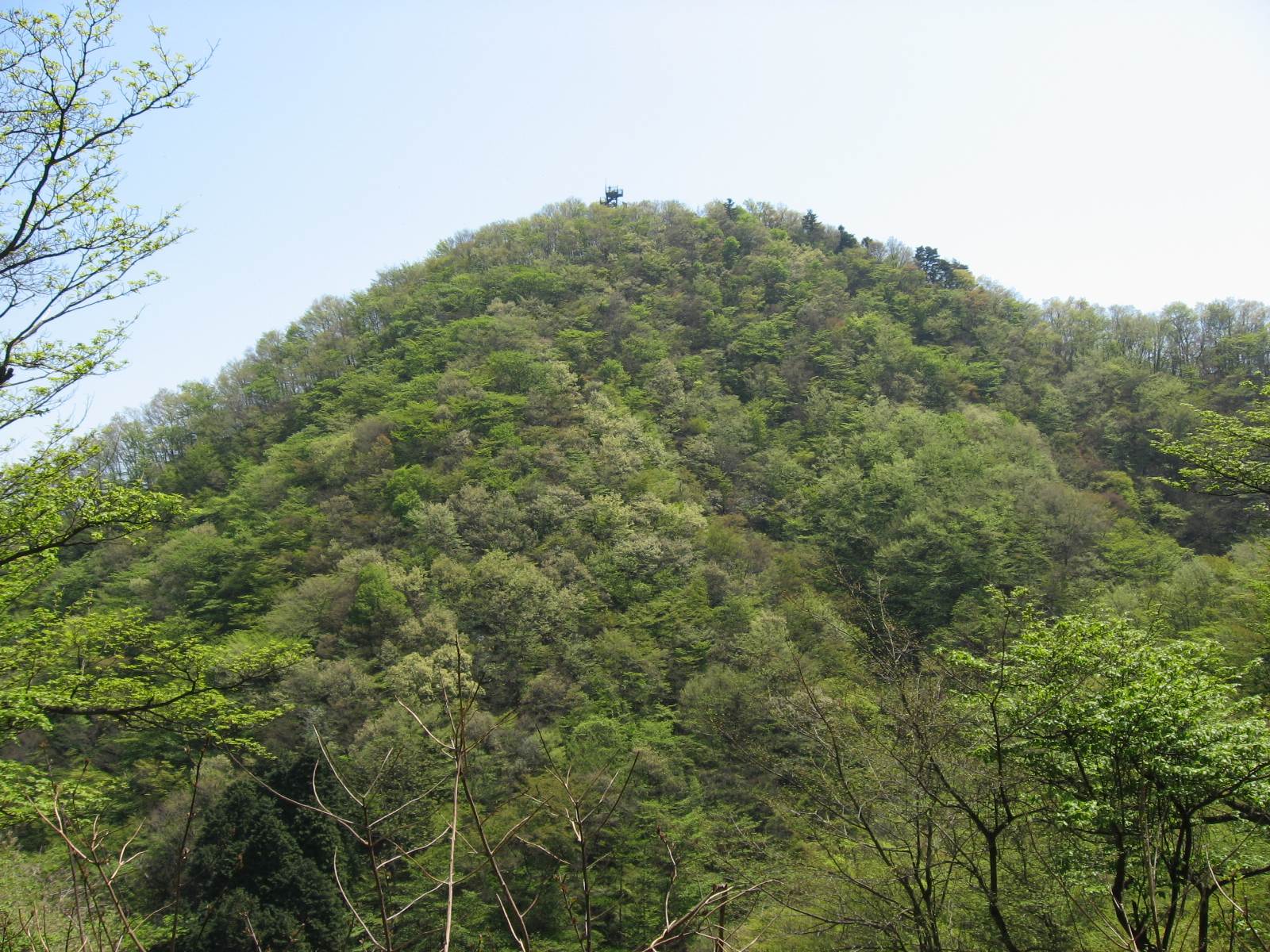
登山道から望む仏果山
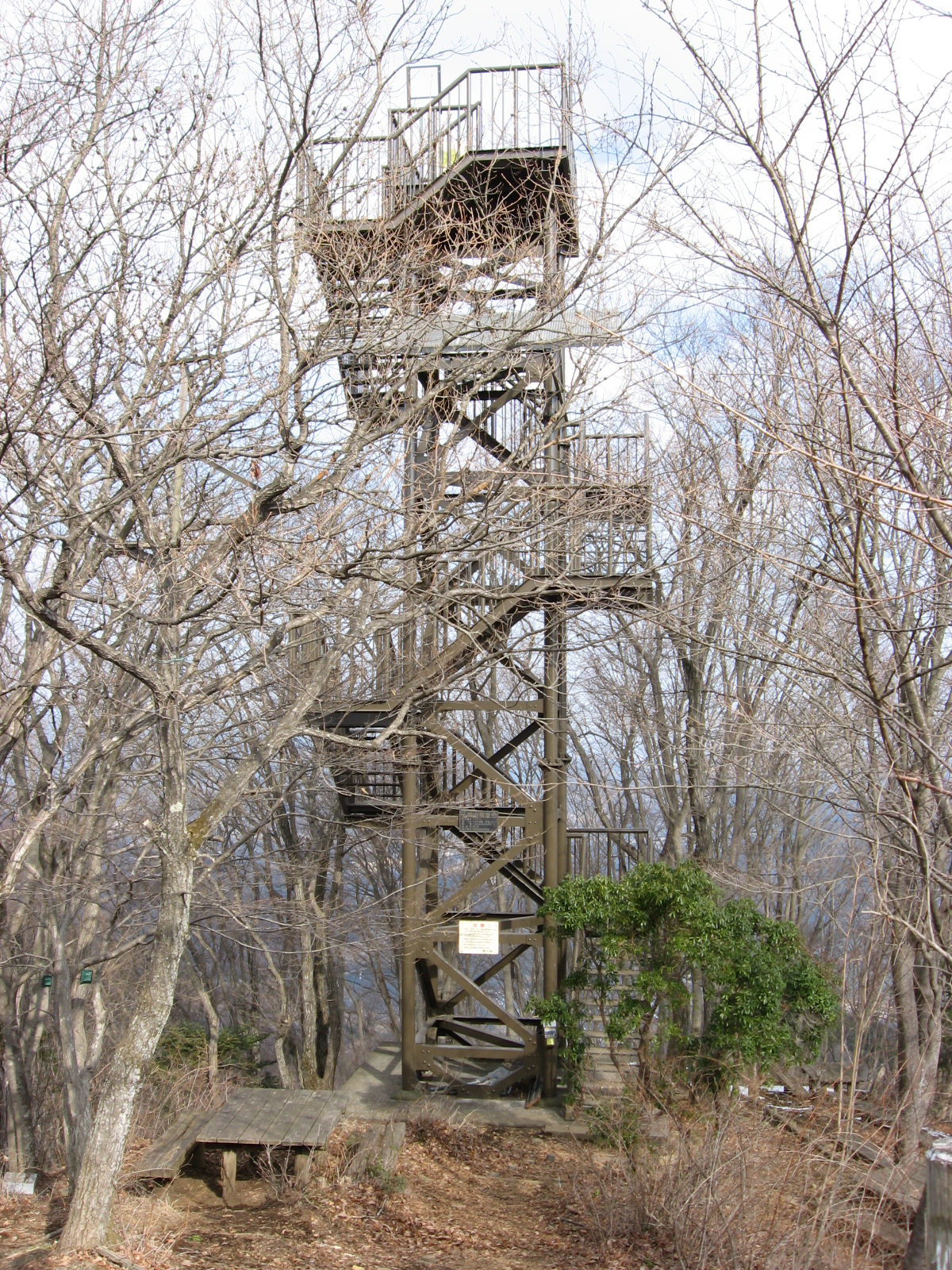
山頂の展望台
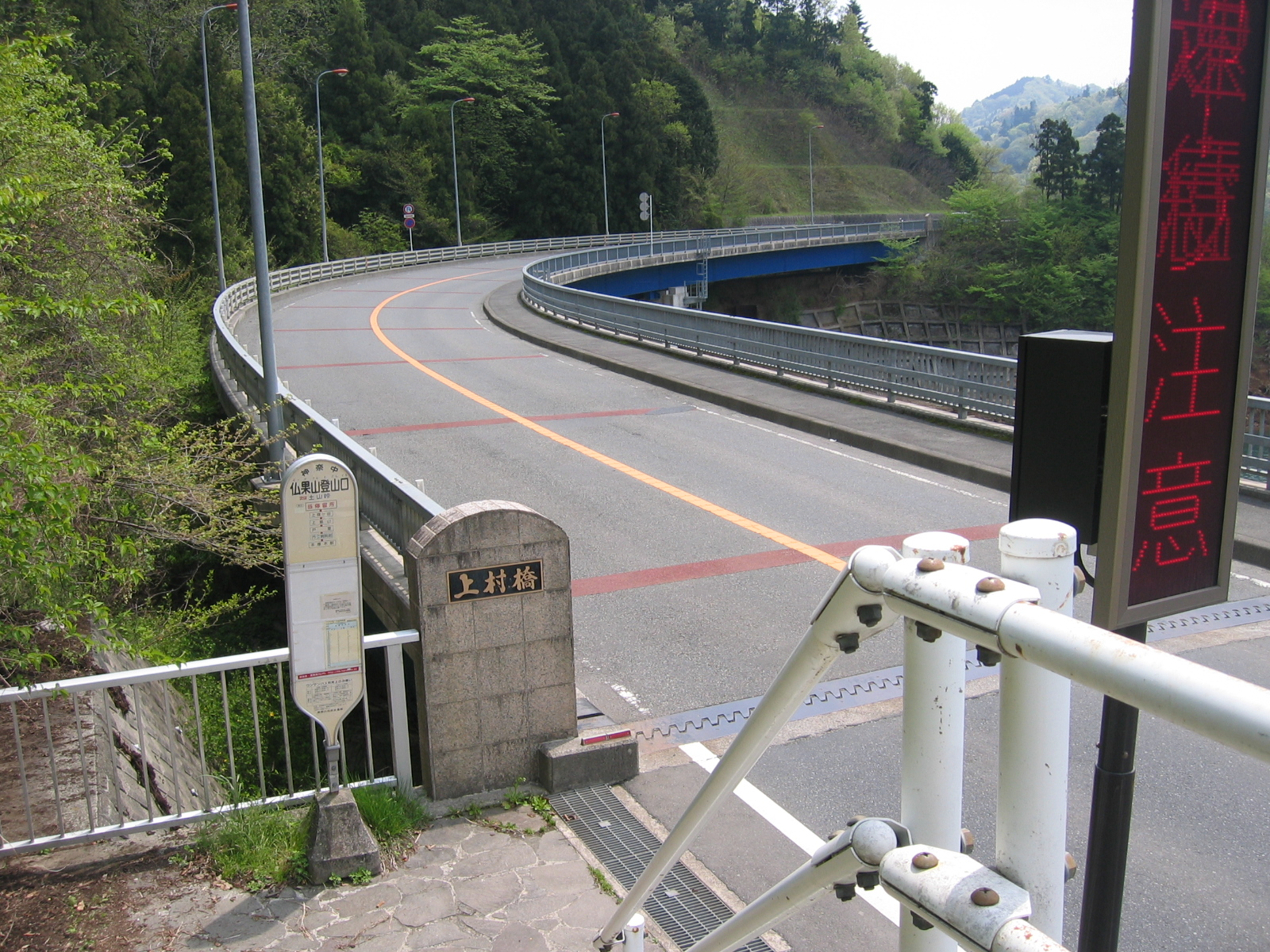
「仏果山登山口」バス停
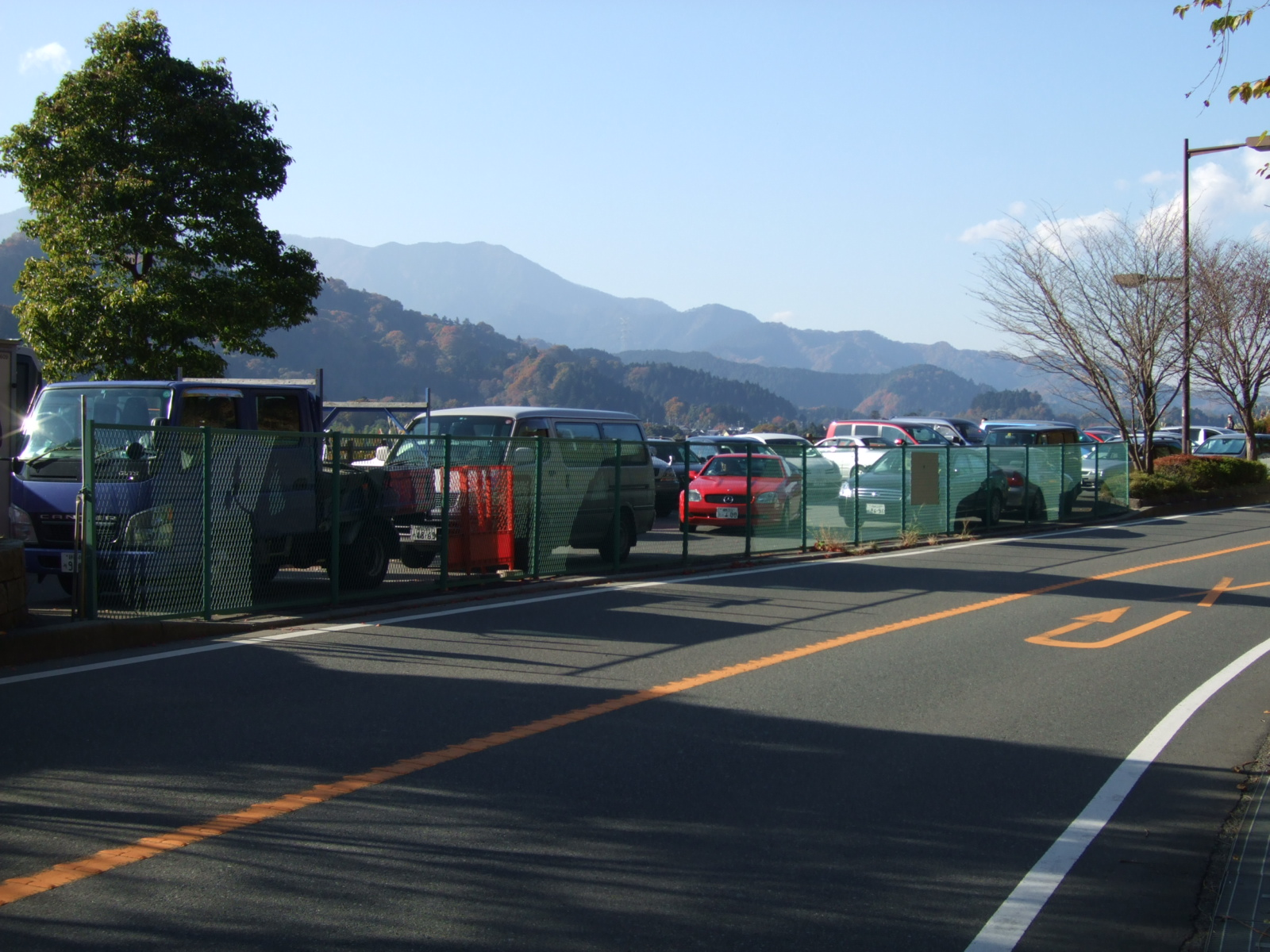
「仏果山登山口」バス停のすぐ横にある大棚沢広場駐車場
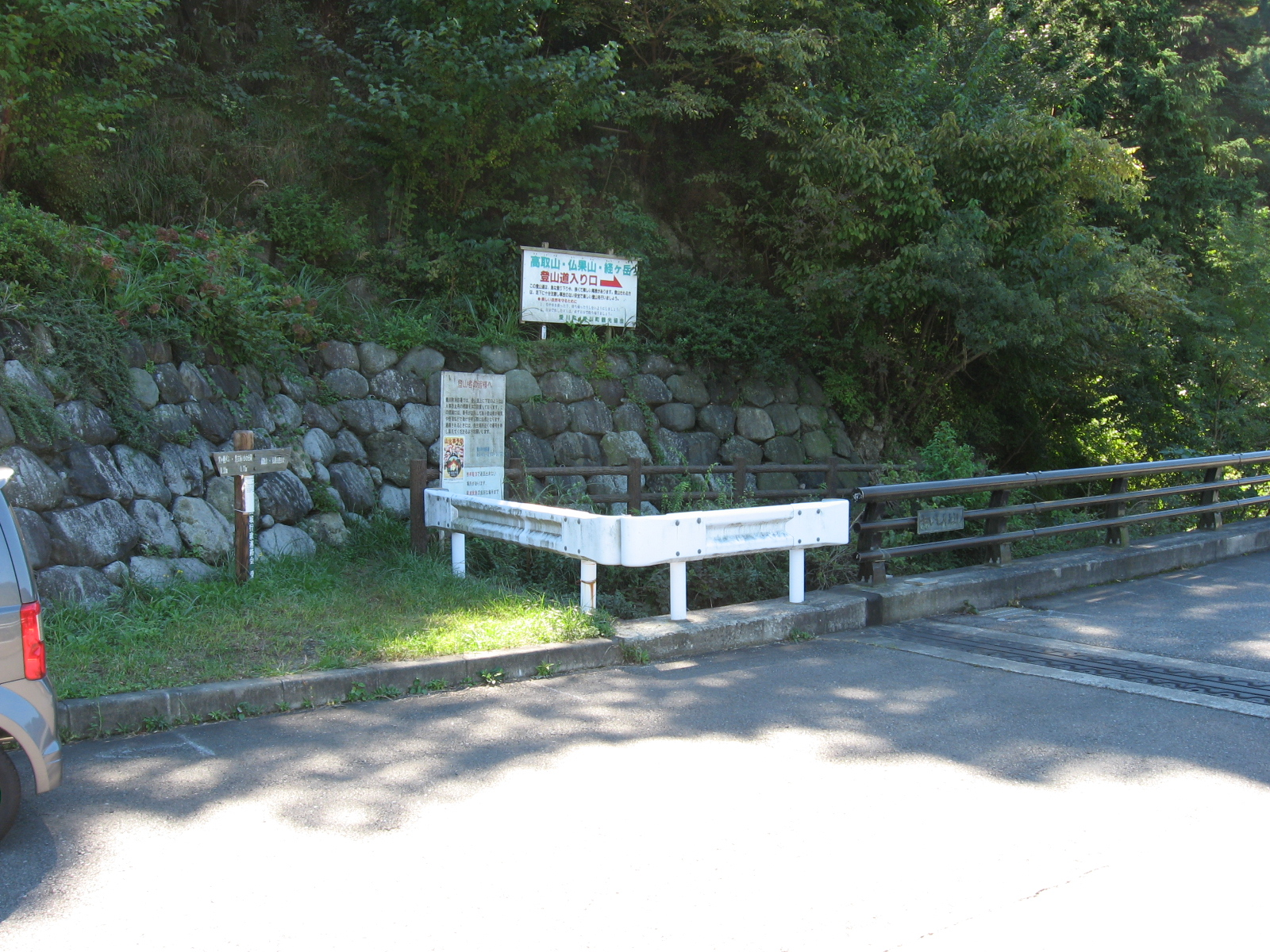
宮ヶ瀬ダム駐車場脇の登山口
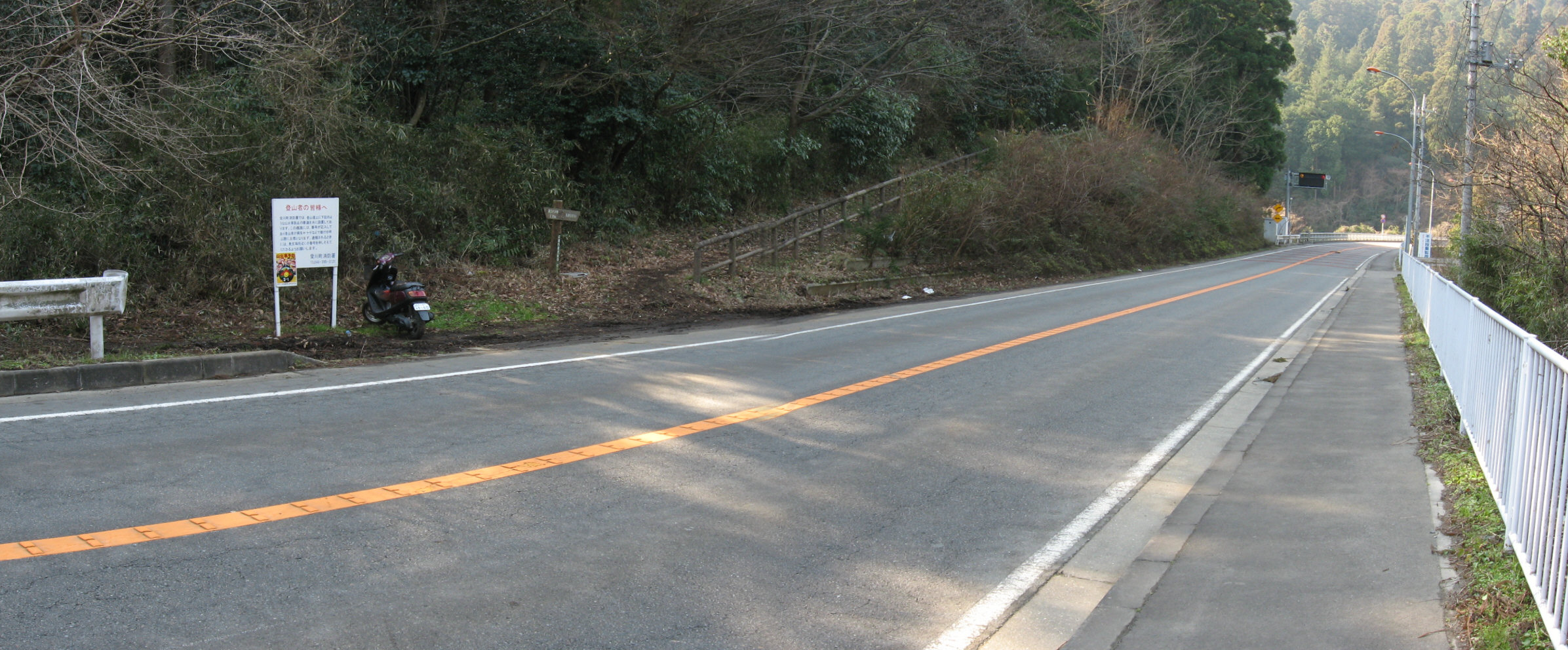
神奈川県道514号宮沢大橋付近の登山口